# Joddlarbalkong

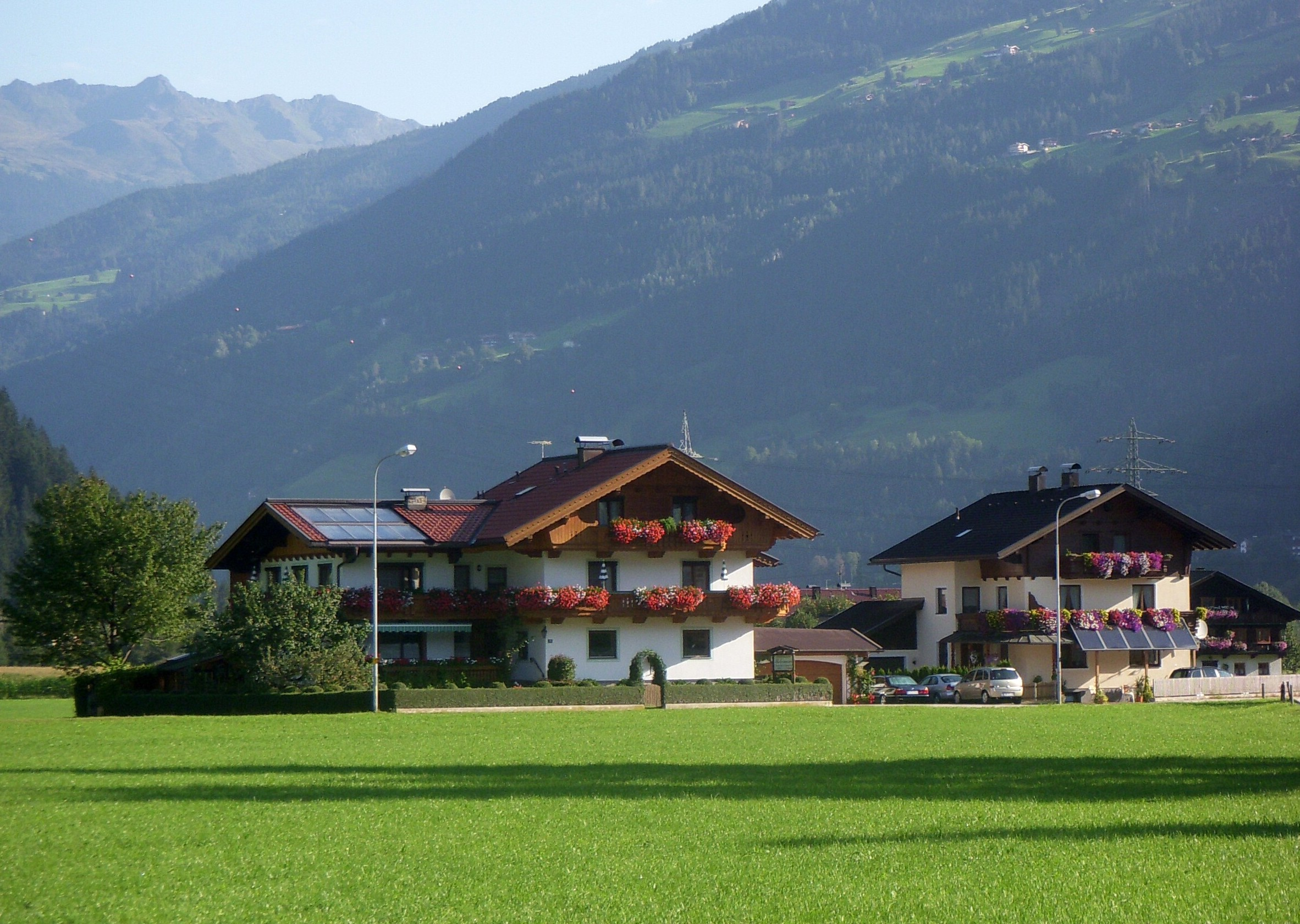
Originalutförande i Österrike

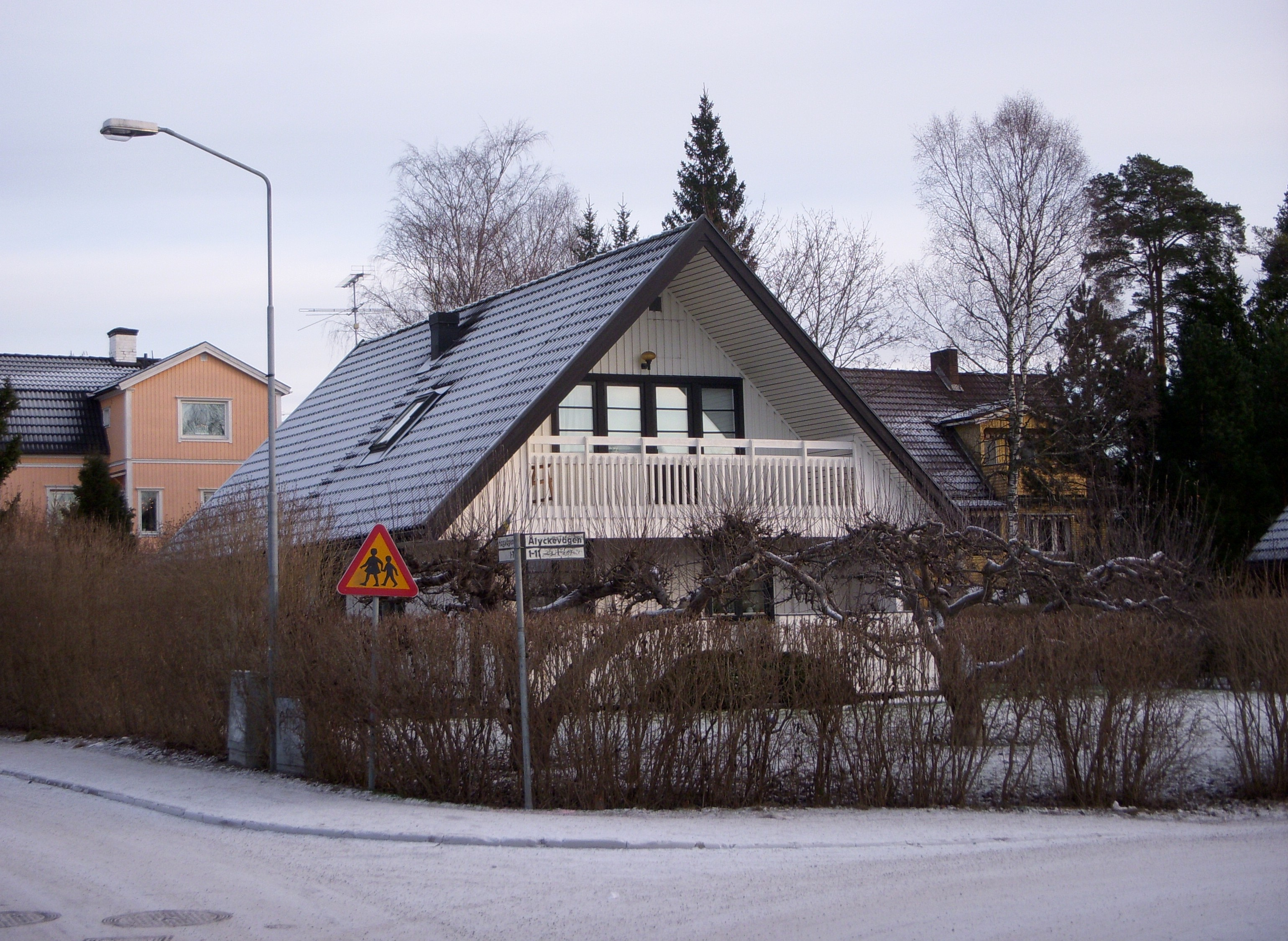
Svensk variant i Segeltorp

Joddlarbalkong är en folklig benämning på en byggnadsdel som var vanlig på 1,5-plans småhus i Sverige under framförallt 1960- och 1970-talen.
Begreppet avser en balkong placerad på husets kortsida, integrerad i byggnaden genom att byggnadens tak går ut över balkongdelen. Ofta kombineras dessa med en uteplats i markplanet, under balkongen.
Balkongtypen har fått sin benämning eftersom det liknar klassiskt utformade bondgårdar med långt utkragande tak i Österrike, Bayern och Schweiz. I dessa länder är balkonger ofta rikt smyckade med blommor – att det joddlas där är däremot en myt.